# Barbarian FC
Der Barbarian Football Club, gewöhnlich als Barbarians oder mit dem Spitznamen Baa-Baas bezeichnet, ist eine Rugby-Union-Mannschaft aus Großbritannien, bei der die Spieler, die meist bei einer anderen Mannschaft unter Vertrag stehen, für eine oder mehrere Begegnungen ausgewählt und eingeladen werden. Die Barbarians spielen traditionell in schwarz mit weißen Querstreifen, die Spieler tragen jedoch die Stutzen ihrer jeweiligen „Heimmannschaft“.
Bedingungen für eine Einladung sind das Können des Spielers und sein vorbildliches Verhalten auf und neben dem Feld. Eine Berufung wird als große Ehre angesehen und ist nicht an Herkunft, Hautfarbe oder Glauben gebunden. Für jedes Spiel wird ein Spieler ausgewählt, der noch kein Länderspiel für sein Land absolviert hat. Jeder eingeladene Spieler wird Mitglied des Vereins.
Der Club legt wert auf eine offene, attraktive Spielweise mit viel Lauf- und Passspiel im Gegensatz zum herkömmlichen Spiel der vier Home Nations, das eher stürmerorientiert war.

## Geschichte

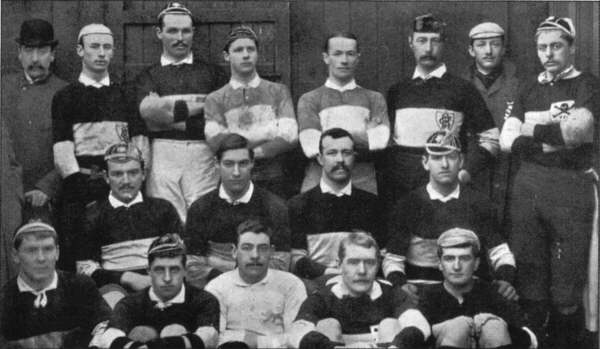
Die ursprünglichen Baa-Baas

Die Gründung des Clubs geht auf William Percy Carpmael zurück. Er hatte die Idee, Touren mit Spielern aus verschiedenen Clubs in der spielfreien Zeit einzuführen. Zu seiner Zeit hörte der Spielbetrieb im frühen März einfach auf und die Spieler pausierten bis zur folgenden Saison. Eine Gruppe von Spielern, in der Hauptsache aus Blackheath, reisten unter seiner Führung als Southern Nomads nach Norden. Am 9. April 1890 wurde im Leuchters Restaurant in Bradford die Gründung des Barbarian Football Club – bereits mit dem gleichen Konzept wie heute – beschlossen. W.J. Carey, früherer Bischof von Bloemfontein und Gründungsmitglied, trug das Motto bei:
Rugby Football is a game for gentlemen in all classes, but for no bad sportsman in any class
(Rugby Football ist ein Spiel für Ehrenmänner aller Klassen, aber für keinen schlechten Sportsmann gleich welcher Klasse)
Am 27. Dezember 1890 besiegten die Barbarians in ihrem ersten Spiel die Hartlepool Rovers mit 9-4.
Das Konzept des Clubs hatte Bestand und gewisse Traditionen spielten sich ein. So wurde zum Beispiel das Esplanade Hotel in Penarth eine Art Clubunterkunft auf den Ostertouren in Wales.
Nach dem Zweiten Weltkrieg, 1948, wurden die Barbarians gebeten, eine Gegnermannschaft für das tourende australische Team aufzustellen. Damit begann die Tradition des Final Challenge (letzte Herausforderung) – das letzte Spiel einer Tour nach Großbritannien und Irland von Australien, Neuseeland und Südafrika.
Seit Rugby Mitte der 1990er Jahre professionalisiert wurde, meinen viele, dass der Club ein Anachronismus sei. Jedoch findet weiterhin ein reger Spielbetrieb statt.
2000 spielten die Barbarians im renovierten Eilenriedestadion in Hannover gegen die deutsche Rugby-Nationalmannschaft (47-19).

### That game, that try…
Das Final Challenge Match der Barbarians gegen die All Blacks aus Neuseeland im Arms Park in Cardiff 1973 gilt als eines der besten Rugbyspiele aller Zeiten. Beide Mannschaften spielten attraktives Angriffsrugby, und in einer solchen Situation fiel auch der berühmte „Versuch des Jahrhunderts“ durch den Barbarians-Gedrängehalb Gareth Edwards.
Der Kommentator Cliff Morgan beschrieb das Geschehen so:
„Kirkpatrick to Williams. This is great stuff. Phil Bennett covering, chased by Alistair Scown. Brilliant! Oh, that's brilliant! John Williams, Pullin, John Dawes. Great dummy! David, Tom David, the half-way line. Brilliant by Quinnell. This is Gareth Edwards. A dramatic start. What a score!“
Gareth Edwards sagte später über dieses Spiel:
„Das Spiel gegen die All Blacks ist eines, das ich nie vergessen werde und keiner von uns Spielern wird es jemals vergessen dürfen. Es ist ein Spiel, das für immer mit mir leben wird.“
„Die Leute erinnern sich oft nur an die ersten vier Minuten des Spiels, wegen des Versuchs, aber sie vergessen damit die Menge an gutem Rugby, die hinterher gespielt wurde, und an der die All Blacks großen Anteil hatten.“
„Nach dem Erfolg der Lions Tour von 1971, die die Vorstellungskraft des ganzen Landes fesselte, war es eine Gelegenheit, viele von dieser Mannschaft wieder zusammenzubringen.“
Die All Blacks verloren das Spiel mit 23-11 (nach heutiger Zählweise 27-13) nach weiteren Versuchen von Fergus Slattery, John Bevan, J.P.R. Williams für die Barbarians – von denen Phil Bennett zwei erhöhte – bei zwei nicht erhöhten Gegenversuchen von Grant Batty. Bennett und Joe Karam für Neuseeland waren je einmal mit einem Straftritt erfolgreich.

## Regelmäßige Spiele
Einige Spiele der Barbarians finden in regelmäßigen Abständen statt:
- Boxing Day Fixture gegen Leicester Tigers
- Mobbs Memorial Match – nach Edgar Mobbs benanntes Spiel für alle Opfer des Ersten Weltkriegs (seit 1921)
- Final Challenge – seit 1948 das letzte Tourmatch auf den Britischen Inseln für Australien, Neuseeland und Südafrika.

Außerhalb dieser festen Verpflichtungen spielen die Barbarians vor allem gegen andere Nationalmannschaften von den Britischen Inseln und aus anderen Gegenden.

## New Zealand Barbarians
Die New Zealand Barbarians sind ein neuseeländischer Club mit dem gleichen Konzept wie der Barbarian F. C., weswegen sie auch als „Little Baa-Baas“ bezeichnet werden. Sie tragen rote Trikots mit dem Symbol des Clubs, dem weißen „gamboling lamb“ („springenden Lamm“).